# 電刷車

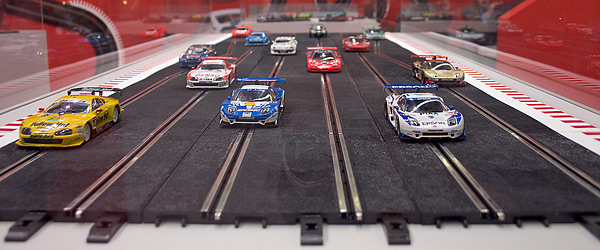
現代商業slot cars及軌道，Ninco，1:32

電刷車（Slot car，有时作slotcar），是一種以凹槽作為軌道的帶有動力的微型玩具車。 一根針或一張葉片從車的底盤伸入到凹槽中，藉由手中控制器操控車速。Slot car主要用於愛好者之間的賽車比賽，有少部分被用於交通模型佈景。

## 歷史
1912年，美國Lionel Corporation公司推出電刷車產品，後在歐美普及。電刷車結構設計簡單，長久以來電刷車原理以及軌道的基礎架構並沒有太大的改變，模型比例主流為1:32規格，其他比例如1:24或1:43等，獲得知名汽車廠商授權生產，呈現出原車的造型。

## 簡介

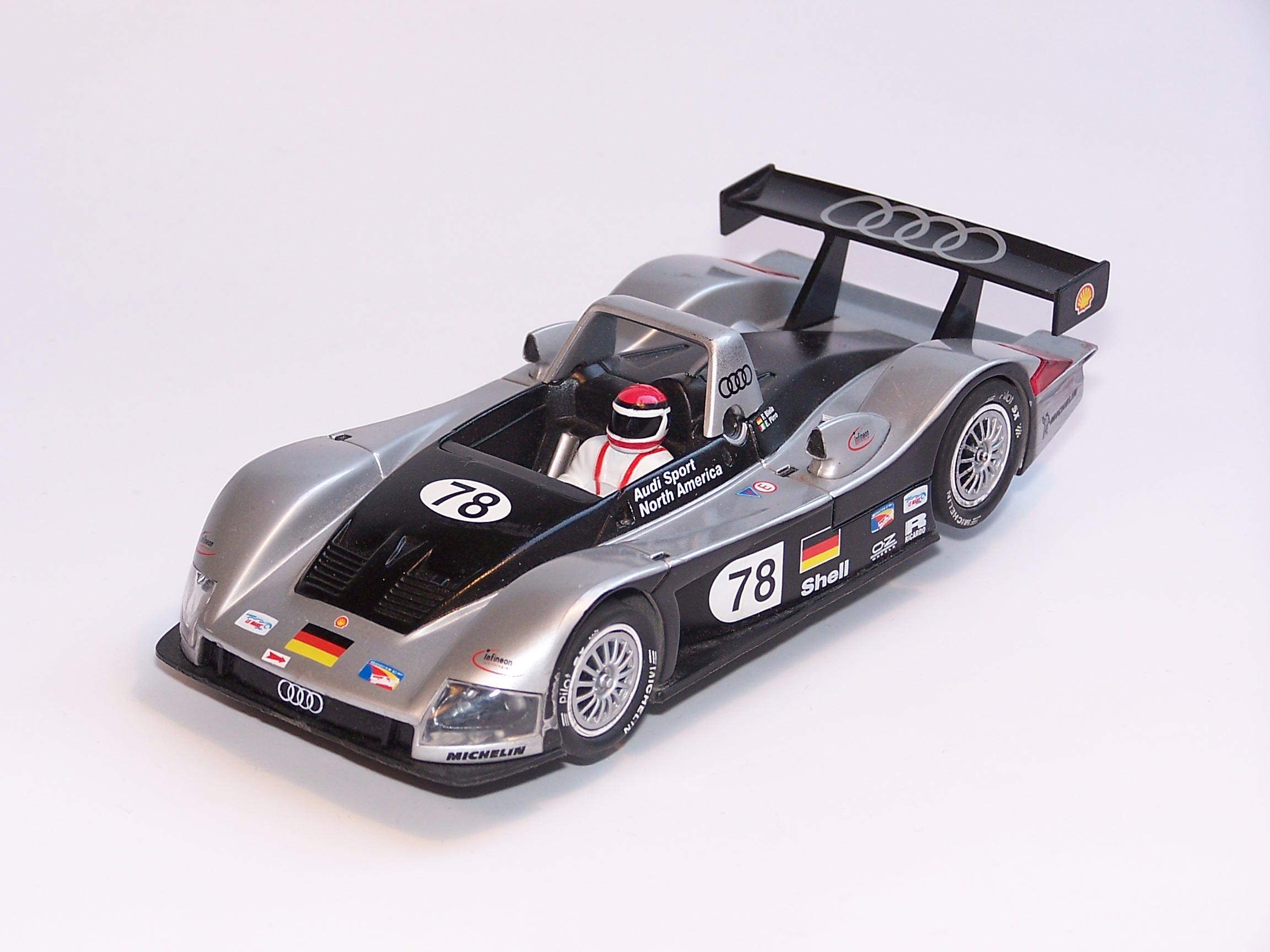
一種經典款式slot car，1:32，Audi R8R Carrera製造

Slot car一般是真实汽车的微缩模型，有些为了微型赛车比赛而作了特别设计。大多数爱好者使用市面上购买的slot car（往往为了更好的性能而进行改装），有些人使用电动静态模型，有些人爱好者“从零开始”用最基本的零件和材料构建他们自己的赛车。
玩家通常使用手持式控制器来控制安装在车身内的低压电动机。传统的比赛中，每辆车行驶在单独的导向槽上（新近开发的数字技术允许赛车共用和变更赛道）。slot car比赛的挑战在于面对弯曲的轨道和其他障碍，使赛车车速尽可能快，又不致车子失去抓地力侧翻或冲出赛道。
一些爱好者，特别是火车模型爱好者，喜欢搭建精致的赛道，雕琢出一个仿真的赛车场，包括各种微缩的建筑物、树木和人。以竞速为目标的玩家更喜欢简洁的场景。
广义的“slot car”也包括摩托车、卡车等使用该导槽系统的车辆模型。

## 常见slot car比例
Slot car有三种常见比例（尺寸）：1:24、1:32以及被称为HO尺寸的比例（1:87到1:64之间）。
- 1:24模型长度是真实车辆的1/24，因此一辆捷豹XK-E（4.7m或185英寸 ）模型长度达19.6 cm（7.7英寸）。1:24非常大，所以对很多家庭爱好和来说不切实际。1:24模型大多行驶在赛场或俱乐部中。
- 1:32比例比较小，更适合家庭使用，但这种款式也广泛分布于商业比赛、爱好者商店和俱乐部。这是在欧洲最流行的款式，相当于火车模型的旧#1标准（或者说“标准大小”）。一辆捷豹XK-E模型约为14.7 cm（5.8英寸）。
- HO型没有统一比例，该款式往往作为铁路模型配件销售。在19世纪60年代初，经典小型 slot cars大致等于美国和欧洲的HO型（1:87）或英国的OO型（1:76）。随着这种规模比赛的发展，车子增大了尺寸以安装更强劲的马达，所以到今天尺寸接近1:64，但轨道宽度依然没有变化，该款式一般称作HO slot car。此款车并不是准确的比例模型, 因为比例过小，为了容纳标准马达和相关机械装置，必须加长车身。捷豹E模型长 to 5.3 cm（1:87）或7.3 cm（1:64）。HO型虽然也存在商业比赛，但大多出现在家庭比赛上。

除了主流尺寸，也有1:48、1:43的模型，相当于O型火车模型。1:48流行于 20 世纪 60 年代，而1:43 slot car作为儿童玩具如今（2007）十分畅销。目前很少组织1:43的比赛，但这种比例以业余爱好的形式存在。捷豹E模型长10.9 cm（4.3英寸）。